# Philipp Friedrich Gmelin
Philipp Friedrich Gmelin (Tubinga, 19 agosto 1721 – Tubinga, 9 maggio 1768) è stato un botanico e chimico tedesco.
Studiò la chimica di antimonio e scrisse testi sui dotti pancreatici, sulle acque minerali, e sulla botanica. Era il fratello del famoso viaggiatore Johann Georg Gmelin. Conseguì il MD nel 1742 presso l'Università di Tubinga da Burchard Mauchart. Egli è stato eletto socio della Royal Society nel 1758.
Era il padre del naturalista Johann Friedrich Gmelin.

## Opere
- (LA) Otia botanica, Tübingen, Christoph Heinrich Berger, 1760.